# Sånga kyrka, Stockholms stift

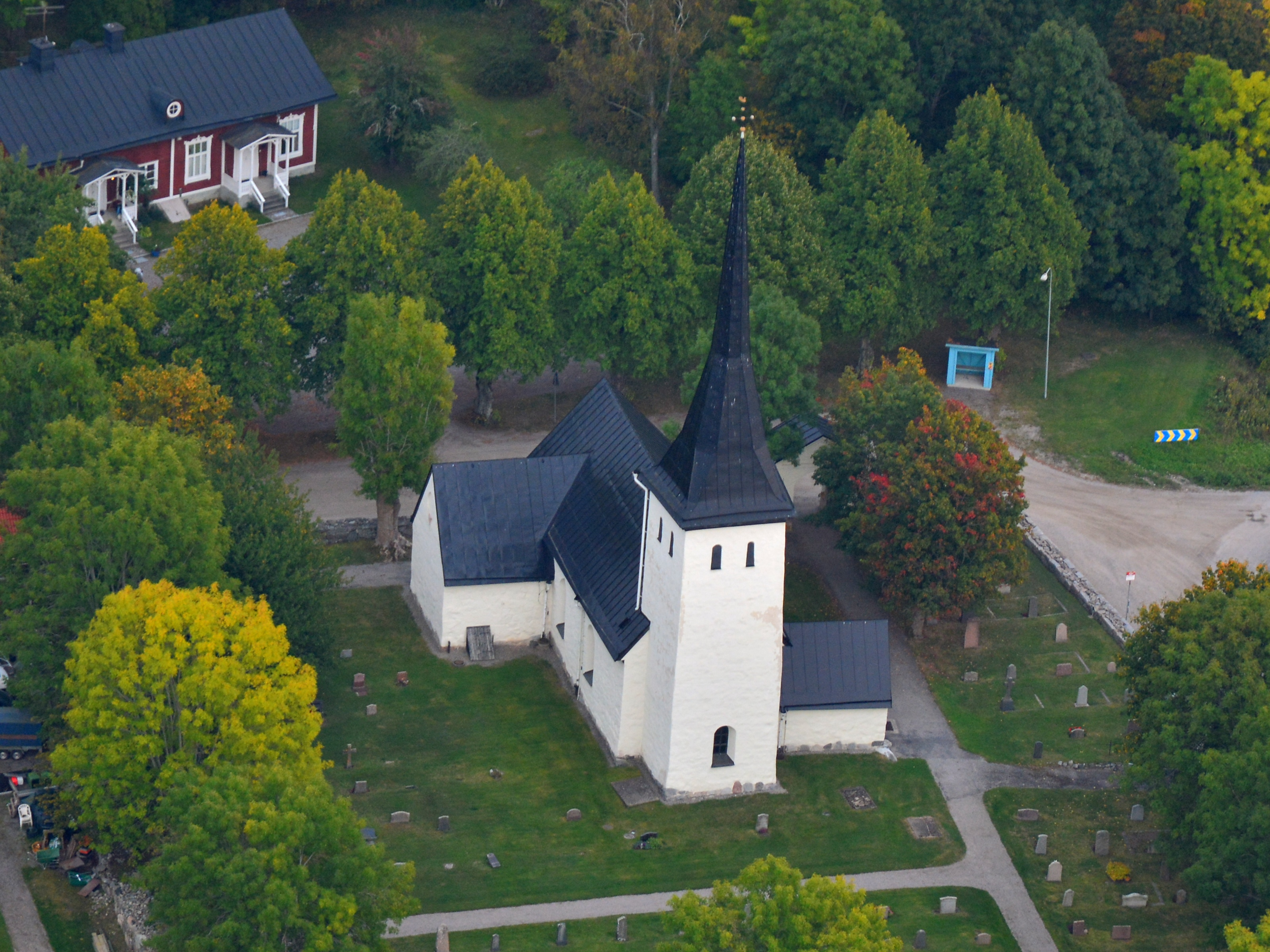
Sånga kyrka från ovan.

Sånga kyrka är en kyrkobyggnad som tillhör Färingsö församling i Stockholms stift. Kyrkan ligger centralt på Färingsö, på en höjd nära Igelviken. Landsvägen mellan Stockholm och Färentuna går intill. När kyrkan var nybyggd var den lättåtkomlig genom ett sund som delade Färingsö i två delar.

## Kyrkobyggnaden
Kyrkan uppfördes under 1100-talets andra hälft i romansk stil och försågs med torn på västra sidan. Under 1300-talet förlängdes kyrkan åt öster och blev en salkyrka. En sakristia byggdes till och fick tak med kryssvalv. På östra sidan fick kyrkan en rakt avslutad vägg. Under tidsperioden 1430 till 1470 tillkom vapenhuset på södra sidan och kyrkorummets tak försågs med kryssvalv. Nuvarande höga tornspira byggdes 1730 och ersatte en liknande tornspira från 1500-talet som förstördes av åsknedslag.

## Inventarier
- Dopfunten av sandsten är samtida med kyrkan. Den är byggd i två stycken och har uttömningshål.
- Predikstolen är i senrenässans och tillverkades 1635 i norra Tyskland

### Orgel
- En orgel flyttas hit 1885 från Lovö kyrka. Den var byggd 1797 för Lovö kyrka av Per Niclas Forsberg, Drottningholm och hade då 8 stämmor. Orgeln byggdes om 1833–1834 av Pehr Zacharias Strand, Stockholm till 7 stämmor.[1] Vid kyrkans restaurering 1964 togs den ned och magasinerades.[källa behövs] Den flyttades 1968 till Skå kyrka.[1] 2010 flyttades den tillbaka hit och restaurerades.
- Den nuvarande mekaniska orgeln är byggd 1965 av Grönlunds Orgelbyggeri AB, Gammelstad.[1]

| Huvudverk I   | Bröstverk II    | Pedal      | Koppel |
| Rörflöjt 8´   | Gedackt 8´      | Subbas 16´ | I/P    |
| Principal 4´  | Rörflöjt 4´     | Gedakt 8´  | II/P   |
| Spetsflöjt 4´ | Principal 2´    | Pommer 4´  | II/I   |
| Waldflöjt 2'  | Sesquialtera II |            |        |
| Mixtur IV     | Cymbel II       |            |        |
|               | Vox humana 8'   |            |        |
|               | Tremulant       |            |        |

## Omgivning
- Ingång genom kyrkogårdsmuren sker genom två stigluckor. Södra stigluckan tillkom under 1400-talets senare hälft medan östra stigluckan tillkom 1674.
- Hundra meter öster om kyrkan står en klockstapel på en höjd. Den byggdes 1949 efter ritningar av I. Andersson och B. Schill och ersatte en äldre klockstapel från 1700-talet som brann upp.

## Kalkmålningar

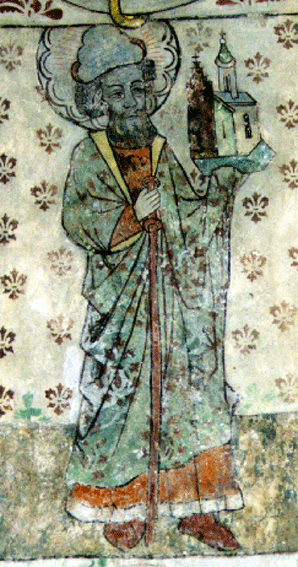
Manlig Gertrud
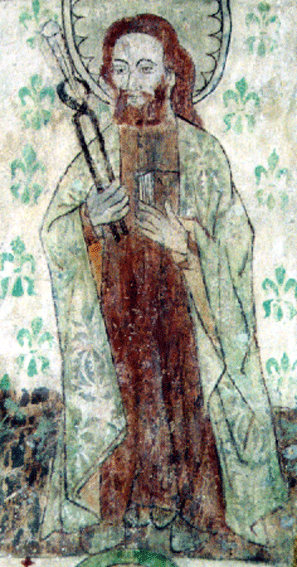
Manlig Apollonia